# Ciara
Ciara Princess Harris (Fort Hood, Texas; 25 de octubre de 1985), conocida simplemente como Ciara, es una cantante, bailarina, actriz y modelo estadounidense.

## Biografía
Debido a que su padre era integrante de la armada estadounidense, desde su niñez vivió en España, Nueva York, California, Arizona y Nevada. En su juventud comenzó a escribir sobre su agitada vida en las clases de "Star Party: La Estrella Eres Tú", y desde ahí decidió que debía dedicarse a la música profesionalmente. A partir de ese momento se unió a Sean Garrett, coescritor del éxito Yeah! (de Usher), para componer "Goodies". Cuando Lil Jon escuchó la demo anunció que sería un gran éxito, por lo que decidió ser su productor. Manuel Rendon se enamoró locamente de ella y de sus bailes. En el verano de 2004 LaFace editó el sencillo, que pronto llegaría a las listas de R&B, por lo que en ese mismo año, en el mes de septiembre, editó su álbum debut Goodies. En el álbum también dejaron una huella Missy Elliott con el tema 1,2 step y Petey Pablo en colaboración en el primer sencillo. En el álbum también colaboran Ludacris, en el tema Oh!, Next to you (también cantada por Chris Brown junto a Justin Bieber). En los Grammy Awards de 2006 estuvo nominada como mejor artista revelación y a mejor colaboración de rap junto a Missy Elliott por el tema "1, 2 Step". Luego decidió retirarse de la música por un tiempo.
En 2015 da a conocer su nuevo álbum bajo el nombre de Jackie, compuesto por 15 canciones entre ellas su primer sencillo bajo el título de I Bet del cual se han realizado diferentes versiones entre ellas un remix en colaboración de Joe Jonas.

### Vida personal
Tiene un hijo, Future Zahir, nacido en 2014, de su relación con el rapero Future. Se casó con Russell Wilson en el Castillo de Peckforton en Cheshire, Inglaterra en julio de 2016. Tuvieron su primera hija, Sienna Princess, en abril de 2017. En enero de 2020 la pareja confirmó que esperaban otro hijo, Win Harrison, el cual nació en julio de 2020. En agosto de 2023 anunciaron que iban a ser padres otra vez. Su hija, Amora Princess Wilson, nació el 11 de diciembre de 2023.

## Carrera
En 2004, Ciara realizó su álbum debut Goodies, el cual dio lugar a tres sencillos: Goodies, "1, 2 Step" y Oh. El álbum fue certificado como triple platino por el Recording Industry Association of America (RIAA) y ganó sus cuatro nominaciones en los Grammy Awards. El segundo álbum de estudio lanzado en 2006 fue titulado Ciara: The Evolution, el cual dio lugar a los sencillos Get Up, Promise y Like A Boy. El álbum alcanzó el número 1 en los Estados Unidos y fue certificado platino. Su tercer álbum de estudio Fantasy Ride, hecho en 2009, fue considerado menos exitoso que los primeros dos álbumes. De cualquier manera, produjo el hit que entró al top-ten en todo el mundo Love Sex Magic (junto a Justin Timberlake), el cual le valió una nominación a los premios Grammy, en la categoría de mejor colaboración pop con voz. Al año siguiente, Ciara realizó su cuarto álbum de estudio Basic Instinct, pero fue recibido con ventas bajas y continuó con una tendencia baja en su éxito comercial. En 2011, firmó un nuevo contrato con Epic Records, discográfica que trabajó en la producción y ventas de su quinto álbum Ciara lanzado en 2013 y de su sexto álbum de estudio Jackie, publicado en el 2015. 
Desde su debut musical en 2004, Ciara ha alcanzado ocho Billboard Hot 100 top-ten singles, incluyendo un número uno. También ha ganado numerosos premios y galardones, entre ellos tres premios BET, tres MTV Video Music Awards, tres Premios MOBO, y un premio Grammy. Ciara ha vendido más de siete millones de discos en todo el mundo, y más de 4,3 millones de discos y 6,9 millones de sencillos digitales en los Estados Unidos.

## Discografía

### Álbumes de estudio
| Año  | Álbum                | Posiciones en lista | Posiciones en lista | Ventas    | Ventas  |
| Año  | Álbum                | EE. UU.             | R.U.                | EE. UU.   | R.U.    |
| ---- | -------------------- | ------------------- | ------------------- | --------- | ------- |
| 2004 | Goodies              | N.º 3               | N.º 26              | 3.000.000 | 300.000 |
| 2006 | Ciara: The Evolution | N.º 1               | N.º 17              | 1.300.000 | 200.000 |
| 2009 | Fantasy Ride         | N.º 3               | N.º 9               | 200.000   | 25.000  |
| 2010 | Basic Instinct       | N.° 44              | N.° 83              | 116.000   | -       |
| 2013 | Ciara                | N.° 2               | N.° 42              | 208.000   | -       |
| 2015 | Jackie               | N.° 17              | N.° 46              | 62.000    | -       |
| 2019 | Beauty Marks         | N.° 87              | -                   | -         | -       |
| 2023 | CiCi                 |                     |                     |           |         |

### Sencillos
| Año  | Singles                                | Posiciones en lista | Posiciones en lista | Posiciones en lista | Posiciones en lista | Posiciones en lista | Posiciones en lista | Posiciones en lista | Álbum                            |
| Año  | Singles                                | U.S. Hot 100        | U.S. R&B            | UK                  | AUS                 | IRE                 | GER                 | FR                  | Álbum                            |
| ---- | -------------------------------------- | ------------------- | ------------------- | ------------------- | ------------------- | ------------------- | ------------------- | ------------------- | -------------------------------- |
| 2004 | "Goodies" con Petey Pablo              | 1                   | 1                   | 1                   | 19                  | 4                   | 6                   | 29                  | Goodies                          |
| 2004 | "1, 2 Step" con Missy Elliott          | 2                   | 4                   | 3                   | 2oo                 | 3                   | 7                   | 31                  | Goodies                          |
| 2005 | "Oh" con Ludacris                      | 2                   | 2                   | 4                   | 7                   | 7                   | 7                   | 48                  | Goodies                          |
| 2006 | "Get Up" con Chamillionaire            | 7                   | 13                  | --                  | --                  | --                  | --                  | --                  | Step Up BSO/Ciara: The Evolution |
| 2006 | "Promise"                              | 11                  | 1                   | --                  | --                  | --                  | --                  | --                  | Ciara: The Evolution             |
| 2007 | "Like a Boy"                           | 19                  | 6                   | 16                  | --                  | 11                  | 29                  | 10                  | Ciara: The Evolution             |
| 2007 | "Can't Leave 'Em Alone" con 50 Cent    | 40                  | 10                  | 115                 | --                  | --                  | 44                  | --                  | Ciara: The Evolution             |
| 2009 | "Love Sex Magic" con Justin Timberlake | 10                  | 83                  | 5                   | 5                   | 4                   | 7                   | 7                   | Fantasy Ride                     |
| 2009 | "Like a Surgeon"                       | --                  | 59                  | --                  | --                  | --                  | --                  | --                  | Fantasy Ride                     |
| 2009 | "Work" con Missy Elliott               | --                  | --                  | 98                  | 52                  | 31                  | --                  | --                  | Fantasy Ride                     |

### Colaboraciones
| Año  | Single                                                  | Posiciones en lista | Posiciones en lista | Posiciones en lista | Posiciones en lista | Posiciones en lista | Posiciones en lista | Posiciones en lista | Posiciones en lista | Álbum                      |
| Año  | Single                                                  | U.S. Hot 100        | U.S. Dance          | U.S. R&B            | UK                  | AUS                 | IRE                 | GER                 | FR                  | Álbum                      |
| ---- | ------------------------------------------------------- | ------------------- | ------------------- | ------------------- | ------------------- | ------------------- | ------------------- | ------------------- | ------------------- | -------------------------- |
| 2005 | "Like You" (Bow Wow con Ciara)                          | 3                   | --                  | 1                   | 17                  | 16                  | 39                  | 39                  | --                  | Wanted                     |
| 2005 | "Lose Control" (Missy Elliott con Ciara & Fatman Scoop) | 3                   | --                  | 6                   | 7                   | 7                   | 16                  | 25                  | --                  | The Cookbook               |
| 2006 | "So What" (Field Mob con Ciara)                         | 10                  | --                  | 4                   | 31                  | 40                  | --                  | --                  | --                  | Light Poles And Pine Trees |
| 2007 | "Promise Ring" (Tiffany Evans con Ciara)                | 101                 | --                  | 66                  | --                  | --                  | --                  | --                  | --                  | Tiffany Evans              |
| 2008 | "Stepped On My J'z" (Nelly con Ciara & Jermaine Dupri)  | 90                  | --                  | 104                 | --                  | --                  | --                  | --                  | --                  | Brass Knuckles             |
| 2008 | "Just Stand Up!" (con varias artistas)                  | 11                  | --                  | 57                  | 26                  | 38                  | --                  | --                  | --                  | Charity Single             |
| 2008 | "Takin' Back My Love" (Enrique Iglesias con Ciara)      | --                  | 17                  | --                  | 12                  | --                  | 7                   | --                  | 2                   | Greatest Hits              |

### DVD
- 2005: Goodies: The Videos & More (Platino)

## Giras musicales
- 2006: The Evolution Tour
- 2007: Screamfest '07 (con T.I.)
- 2009: -- (con Jay-Z)
- 2009: The Circus Starring: Britney Spears/ Ciara (Participaciòn)
- 2015: The Jackie Tour
- 2019: The Beauty Marks Tour

## Filmografía
- 2006: Elegidas para triunfar (All You've Got) - Becca Watley[3]
- 2009: Mama, I Want To Sing! - Amara
- 2012: That's My Boy' - Ciara[4]
- 2023: El color púrpura - Nettie Harris